# Neosimnia bijuri
Neosimnia bijuri är en snäckart som först beskrevs av Ten Cate 1976.  Neosimnia bijuri ingår i släktet Neosimnia och familjen Ovulidae. Inga underarter finns listade i Catalogue of Life.